# Моксонідин
Моксонідин (МНН) є антигіпертензивним препаратом нового покоління, агоністом альфа-2/імідазолінових рецепторів, ліцензованим для лікування легкої та помірної есенціальної гіпертензії. Він може відігравати певну роль, коли тіазиди, бета-блокатори, інгібітори АПФ і блокатори кальцієвих каналів не підходять або не контролюють артеріальний тиск. Крім того, він демонструє сприятливий вплив на параметри синдрому інсулінорезистентності, очевидно, незалежно від зниження артеріального тиску. Він також є вивільнювачем гормону росту. Він виробляється компанією Solvay Pharmaceuticals (придбаною Abbott у 2009 році) під торговою маркою Physiotens & Moxon.

## Механізм дії
Моксонідин є селективним агоністом імідазолінового рецептора підтипу 1 (I 1). Цей підтип рецепторів знаходиться як у ростральних вентро-латеральних пресорних, так і в вентромедіальних депресорних областях довгастого мозку. Тому, моксонідин викликає зниження активності симпатичної нервової системи і, відповідно, зниження артеріального тиску.
У порівнянні зі старішими антигіпертензивними засобами центральної дії, моксонідин зв’язується з набагато більшою спорідненістю з імідазоліновим I1 -рецептором, ніж з α2 -рецептором. Навпаки, клонідин зв’язується з обома рецепторами майже з однаковою спорідненістю. Моксонідин має спорідненість до I 1 у 33 рази більшу, ніж α 2, у порівнянні з клонідином, який лише в чотири рази більше.
Крім того, моксонідин може також сприяти виведенню натрію, покращувати резистентність до інсуліну та толерантність до глюкози, а також захищати від гіпертензивного ураження органів-мішеней, таких як захворювання нирок та гіпертрофія серця.

## Фармакодинамічні властивості
НаВплив на інсулінорезистентність
На всіх тваринних моделях резистентності до інсуліну моксонідин мав вражаючий вплив на розвиток інсулінорезистентності, гіперінсулінемії та порушення гомеостазу глюкози. Враховуючи важливість інсулінорезистентності як фактора ризику серцево-судинних захворювань, значне значення має те, що він покращує чутливість до інсуліну.

## Фармакологія безпеки
Рутинні токсикологічні дослідження не надали жодних доказів того, що моксонідин має тератогенний, мутагенний чи канцерогенного потенціалу. Не було знайдено жодних доказів серйозного несприятливого впливу на органи або системи органів, і не було показано, що препарат має шкідливий вплив на перинатальний або постнатальний ріст і розвиток.

## Застереження
Моксонидину слід уникати пацієнтам з нирковою недостатністю середнього та тяжкого ступеня. Також слід уникати різкого припинення прийому препарату. Якщо супутнє лікування бета-блокатором необхідно припинити, спочатку слід припинити прийом бета-блокатора, а потім через кілька днів — моксонідин. Алкоголь може посилити гіпотензивну дію моксонідину.

## Синергічні ефекти препарату
Одночасний прийом моксонідину і тіазидного діуретика, такого як гідрохлоротіазид, давав синергічний антигіпертензивний ефект.

## Протипоказання
Протипоказано, якщо в анамнезі був ангіоневротичний набряк; порушення серцевої провідності (наприклад, синдром слабкості синусового вузла, блокада серця другого або третього ступеня); брадикардія ; важка серцева недостатність або ішемічна хвороба серця. Також: синдром Рейно, переміжна кульгавість, епілепсія, депресія, хвороба Паркінсона, глаукома. Застосування під час вагітності не рекомендується. Моксонідин проникає в грудне молоко.
У дослідженні MOXCON спостерігалася підвищена смертність у пацієнтів із симптоматичною серцевою недостатністю. Однак у дослідженні MOXCON використовувалася дуже висока доза 3,0 мг на добу, що значно перевищує нормальну дозу 0,2–0,6 мг щодня.

## Побічні ефекти
Побічні ефекти, які заслуговують на увагу, включають сухість у роті, головний біль, втомлюваність, запаморочення, періодичний набряк обличчя, нудоту, порушення сну (рідко седативний ефект), астенію, розширення судин і рідко шкірні реакції.

## Дивись також
- Рилменідин

## Зовнішні посилання
- Вікісховище має мультимедійні дані за темою: Моксонідин